# Храм Доброго Пастыря в Актобе
Храм Доброго Пастыря в Актобе — Римско-католический храм и приход в г. Актобе (Актюбинская область) в западном Казахстане, принадлежащий Апостольской Администратуре Атырау.

## Начало прихода во времена СССР
Наличие католической церкви в Актобе связано с насильственным переселением немцев из Украины во время Второй мировой войны. Немецкие католики собирались по воскресеньям и праздникам по очереди в нескольких домах, обычно ночью, чтобы избежать преследований. После того, как власти запретили собираться для молитв дома, люди стали молиться на кладбище, но и это было запрещено в 1975 году.
После получения разрешения центральных властей Москвы в 1978 г. на проведение молитвенных собраний в одном месте, на средства верующих был куплен дом в районе "Москва", приспособленный под часовню. Первым настоятелем прихода был о. Карл Томас Гумпенберг, бывший узник советских лагерей, из ордена капуцинов, приехавший в декабре 1979 года из Латвии. С тех пор количество прихожан стало увеличиваться и верующие постепенно перестали вмещаться в молитвенный дом. В мае 1981 года началось строительство храма на средства прихожан. Орга́н и все церковное оборудование были привезены из Риги. Храм был освящен 9 октября 1983 года епископом Валерийансом Зондаксом (Латвия), вспомогательным епископом Рижской епархии, которой подчинялся Актюбинский приход.
После смерти настоятеля прихода о. Гумпенберга (5 января 1984 г.), в Актобе временно приезжали священники: отец Иоанн Павловский из Ордена Младших Братьев Капуцинов (1984 г.) и о. Александр Бень (1985). С июля 1985 г. по ноябрь 1988 г. за храмом ухаживал о. Йозеф Верт, нынешний епископ  католической епархии в Новосибирске. С декабря 1988 г. по ноябрь 1992 г. приходским священником был о. Йонас Зубрус, вернувшийся в Литву в связи с массовым отъездом верующих в Германию. В то время количество верующих храма сократилось. Духовное попечение начал осуществлять о. Клеменс Пиккель, нынешний епископ  католической епархии в Саратове.

## В независимом Казахстане
Указом Апостольского Администратора Казахстана Яна Павла Ленги от 21 октября 1993 года настоятелем прихода в Актобе назначен о. Гвидо Беккер, немецкий священник из Майнца и викарным священником о. Тадеуш Смеречиньски, поляк из Люблинской епархии. 10 февраля 1994 г. было утверждено название прихода: Римско-католический приход Доброго Пастыря. Процесс государственной регистрации прихода завершился 30 ноября 1997 года, когда приход был перерегистрирован в Актюбинском районном управлении юстиции.
Мессы, которые до сих пор проходили только на немецком языке, начали совершаться и на русском языке. Число прихожан стало увеличиваться. С 1995 года было организовано христианское посвящение взрослых, которое осуществляется в форме Неокатехуменального Пути. По просьбе епископа Яна Павла Ленги и настоятеля прихода, семьи и мирянки из Польши, Испании и Италии приехали поддержать евангелизацию. Они получили благословление на эту миссию Папой Иоанном Павлом II.
В мае 1998 г., после отъезда о. Беккера в Германию епископ Ян Павел Ленга назначил о. Тадеуша Смеречиньского настоятелем храма. В результате нового административного деления Католической Церкви в Казахстане с 6 августа 1999 года Актюбинский приход принадлежит Апостольской Администратуре Атырау. Настоятелем прихода был о. Смеречиньски.
В первом десятилетии XXI в. площадь прихода была увеличена за счет покупки прилегающих участков (до 5257 кв.м). Помимо малого церковного здания, есть дом для евангелизации, библиотека, дом настоятеля и дом для приезжающих гостей и священнослужителей, а также приходской Каритас (с 2003 г.): столовая, лазарет, баня и прачечная для бедных. В 2008 году сдан в эксплуатацию новый дом. Во втором десятилетии в приходе служили, в числе прочих, о. Сергий Ризник и о. Юзеф Сивинский, окончивший семинарию «Redemptoris Mater» в Варшаве.
Ближайший римско-католический храм находится за 90 км. – Храм Святого Семейства в Хромтау.